# Parapedronia spinigera
Parapedronia spinigera är en insektsart som först beskrevs av Goux 1938.  Parapedronia spinigera ingår i släktet Parapedronia och familjen ullsköldlöss.
Artens utbredningsområde är Frankrike. Inga underarter finns listade i Catalogue of Life.